# 日本棋院

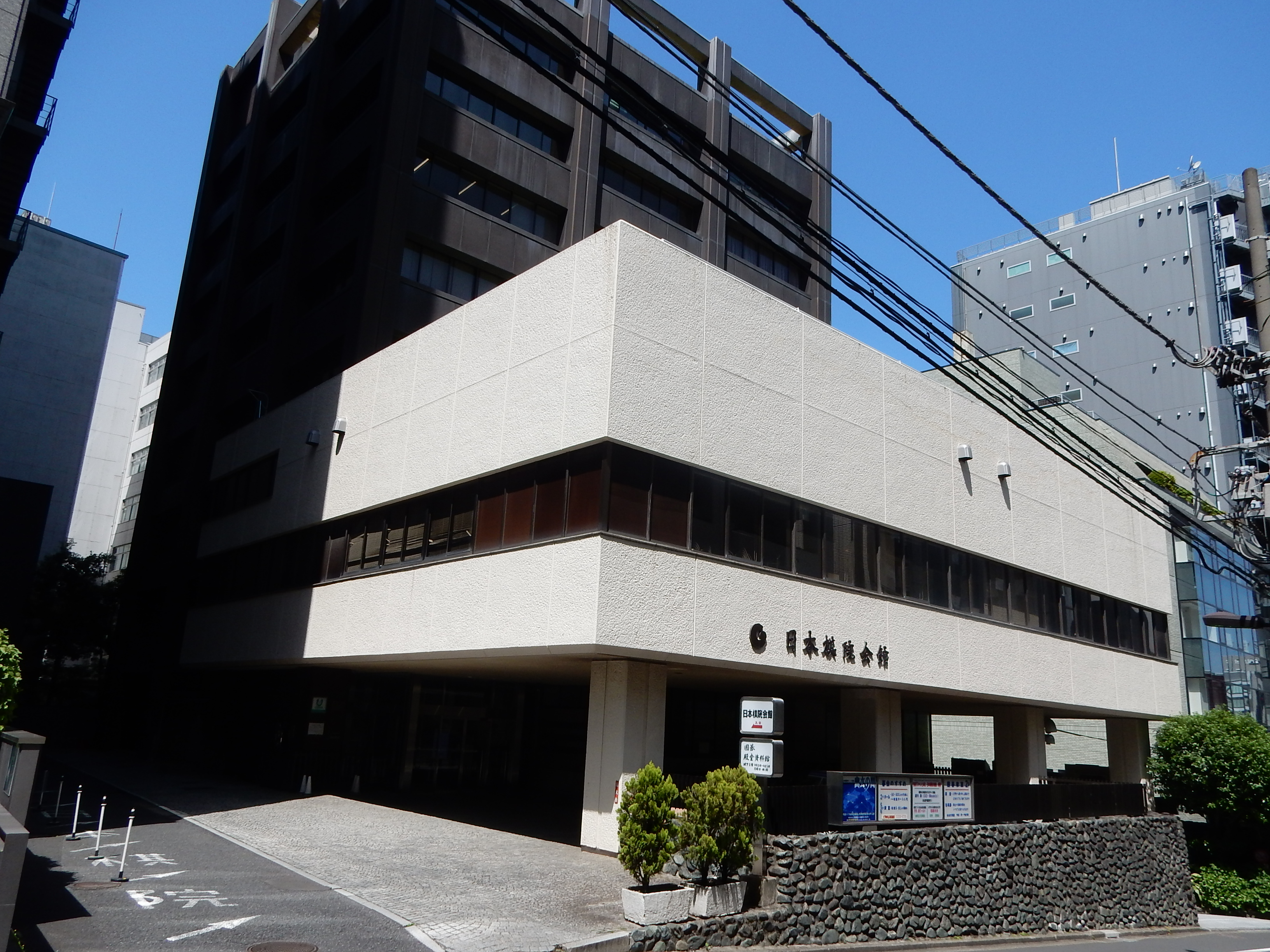
位于东京都千代田区的日本棋院会馆

日本棋院（日语：／ Ippankōekihōjin Nihon kiin），是日本最大的围棋管理组织，并负责组织各种棋战。总部位于东京都千代田区，另在名古屋和大阪设有中部和关西总本部。目前，日本棋院辖下棋士约300名。
日本棋院成立于1924年，由当时最大的两个围棋组织本因坊门和方圆社在大仓喜七郎的支持下合并而成。日本棋院成立后，先后同棋正社、吴清源和围棋新社等组织或个人产生竞争。1950年，以桥本宇太郎为首的关西部分棋士脱离日本棋院，自创关西棋院。

## 歷史
明治維新以後，失掉幕府作後援的圍棋界不斷重復分裂、合併、再分裂的情況。1872年村瀨秀甫成立第一個現代化職業棋手的團體方圓社，與封建並墨守成規的本因坊家家督維持很長時間的對立局面。1923年大正年間發生導致90000人死亡的關東大地震，出現了使棋手們團結一起的契機。1924年，本因坊秀哉門下坊門的棋手以及方圓社大多數的棋手響應大倉喜七郎的召集，使日本棋院成立。
不久，棋正社的獨立，多少令日本棋院感到不安，但之後的新布局方法發表，並且圍棋的關注度上升，使體制得以堅固。
第二次世界大戰時，1945年的東京大空襲在赤坂區（現港區）赤坂溜池的棋院本部被燒毁，遭受了很大的損害。戰後瀨越憲作、岩本薰馬上以重建為首要目標。1948年，新的棋院會館在港區高輪成立，日本棋院的重建順利完成。
1947年，坂田榮男、梶原武雄等八位棋手另外成立「圍棋新社」，但是在1949年再度合併。在1950年，當時以擁有本因坊寶座（1936年已由世襲制改為比賽制）的橋本宇太郎為首成立了關西棋院。橋本於翌年的本因坊戰以1-3的大逆轉防衛了坂田的挑戰，保著頭銜，保護了關西棋院的獨立。之後有再度合併的聲音傳出，但因段位的調整（主要，日本棋院方面）以及財政問題而沒有實現。在橋本成立關西棋院後，同年日本棋院在關西成立了關西總本部與之抗衡。1940年成立東海支部，1948年升格東海本部，1955年再升格中部總本部。另外在歐洲、美西、紐約都設有圍棋中心，在南美洲則有南美本部。
1971年，在千代田區五番町的市谷車站前建設了現在使用的新會館。之後儘管曲折，但在世界圍棋界中，現在仍佔據著重要的地位。但是1990年代以後持續的財政赤字，加上圍棋人口的减少（2007年約240萬個圍棋愛好者）。（出自「休閒白皮書」），國際棋戰中日本棋手的不振，使現狀問題堆積如山。
2011年成為公益財團法人。

## 历任总裁
1. 牧野伸显（1924-46年）
2. 津岛寿一（1955-67年）
3. 足立正（1967-73年）
4. 佐藤喜一郎（1973-74年）
5. 田实涉（1974-82年）
6. 稻山嘉宽（1974-87年）
7. 朝田静夫（1993-1996年11月）
8. 今井敬（2004年7月-）

## 历任理事长
1. 濑越宪作（1946-1948年）
2. 岩本薫（1948-1949年）
3. 津岛寿一（1949-1951年）
4. 足立正（1951-1955年）
5. 三好英之（1955-1956年）
6. 有光次郎（1956-1975年）
7. 長谷川章（1975-1978年）
8. 坂田荣男（1978-1986年）
9. 色部義明（1986-1987年）
10. 朝田静夫（1988-1993年）
11. 渡边文夫（1993-1998年）
12. 利光松男（1999-2004年）
13. 加藤正夫（2004年）
14. 冈部弘（2006年-2008年）
15. 大竹英雄（2008年-2012年）
16. 和田纪夫（2012年-2016年）
17. 團宏明 （2016年-2019年）
18. 小林覚 （2019年-2024年）[1]
19. 武宫阳光 （2024年-至今）[2]

## 外部連結
- 日本棋院 （页面存档备份，存于）
- 日本棋院關西總本部 （页面存档备份，存于）
- 日本棋院中部總本部 （页面存档备份，存于）